# Gornji Trpuci
Gornji Trpuci is een plaats in de gemeente Zagreb in de Kroatische provincie Stad Zagreb. De plaats telt 102 inwoners (2001).